# 渡辺一成 (南相馬市長)
渡辺 一成（わたなべ いっせい、1944年（昭和19年）1月6日 - 2019年（平成31年）4月10日）は、日本の政治家。福島県原町市長（1期）、南相馬市長（1期）、福島県議会議員（3期）、原町市議会議員（2期）。旭日小綬章受章。

## 来歴
福島県相馬郡原町(のち原町市、現・南相馬市)出身。東北大学教育学部中退。一級建築士となり、原町建築職業訓練校講師、同事務局長を経て、1982年、福島県建築士会相馬支部事務局長となる。翌1983年、原町市議となる。1991年、福島県議となり、3期務める。2002年、原町市長に当選する。原町市長を1期務め、2006年に原町市は鹿島町と小高町と合併し、南相馬市となる。合併後の市長選挙に立候補し、当選する。2010年の市長選挙に立候補に立候補して再選を目指したが、元南相馬市議の桜井勝延に僅差で敗れた。2014年の市長選挙にも再び立候補したが、現職の桜井に敗れた。2015年秋の叙勲で地方自治功労により旭日小綬章を受章。